# Giorgio Conca
Giorgio Conca (Cremona, 15 novembre 1946) è un imprenditore e politico italiano.